# Cub Aircraft

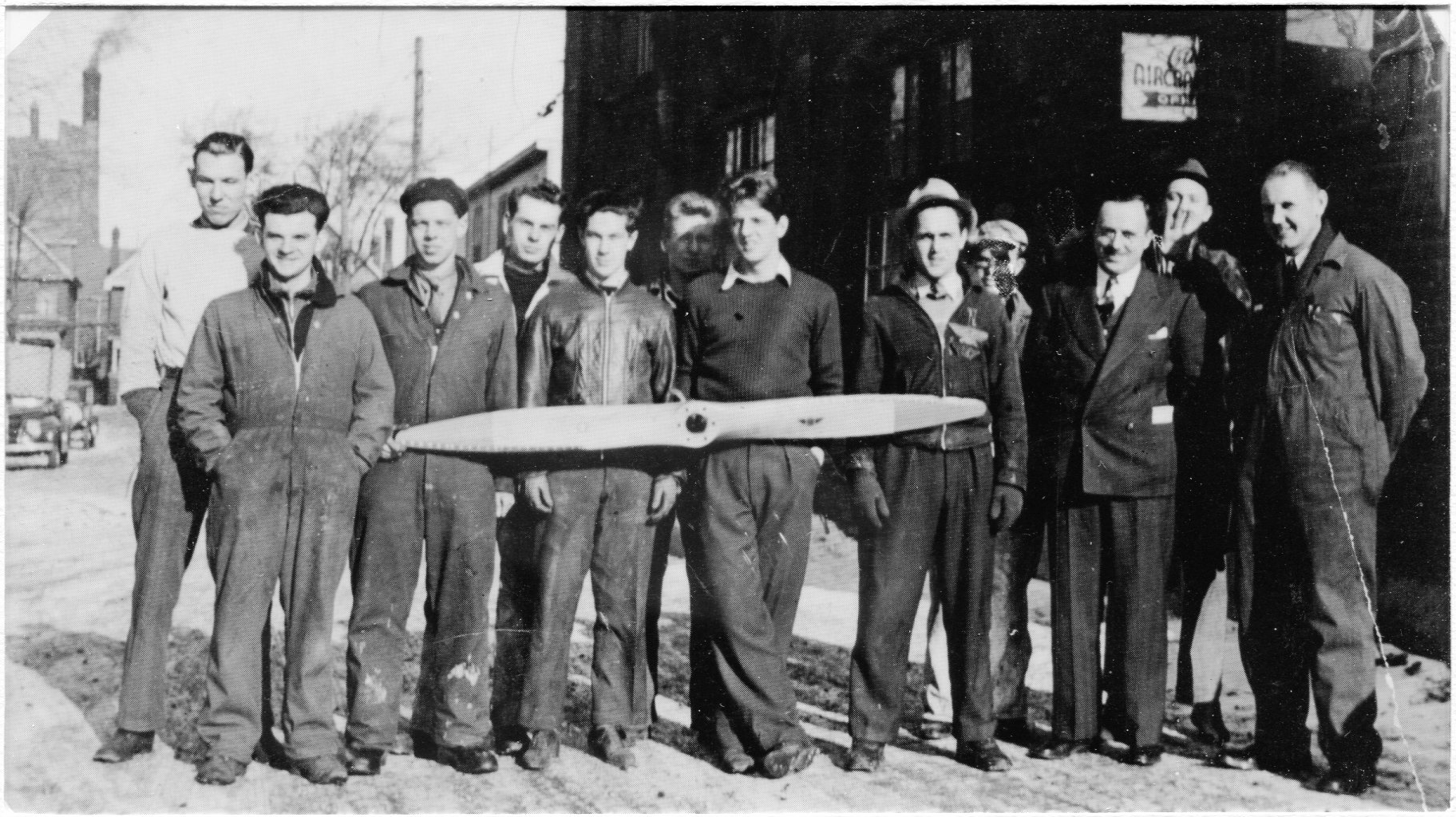
Cub Aircraft Canada c.1938. na Rua Adams, em Hamilton, Ontário. (E-D) Don Andrews, Benny Keeler, Harold Humphreys, Ed Kenyon, Bert Duffin, Jack Hyslop, Al Andrew, Nick Nicholson, Mac Galbraith, R.L. Gibson - Presidente, McGurk e Neil Christiansen.

A Cub Aircraft foi um fabricante canadense de aeronaves estabelecida em Hamilton, Ontário em 1937, originalmente para fabricar Piper Cubs para o mercado canadense (sob o nome de "Cub Prospector"). A produção foi interrompida pela Segunda Guerra Mundial. Em 1941, eles também começaram a construir os Harlow PJC-5. Embora a empresa tenha retomado os negócios posteriormente, ela não sobreviveu por mais do que alguns anos.